# Mycalesis eudoxia
Mycalesis eudoxia är en fjärilsart som beskrevs av Hans Fruhstorfer 1906. Mycalesis eudoxia ingår i släktet Mycalesis och familjen praktfjärilar. Inga underarter finns listade i Catalogue of Life.